# De otio religioso
Il De otio religioso (o religiosorum) è un trattato scritto in prosa latina di Francesco Petrarca che tratta del riposo religioso e della sua natura contemplativa.
Simile al De vita solitaria, il De otio esalta la solitudine e in particolare quella legata alle regole degli ordini religiosi (otium = tranquillità di spirito ), definita come la migliore condizione di vita possibile e svolge "il tema ascetico del superamento dei beni mondani, sentito però piuttosto come nostalgia irrealizzabile di purezza e di quiete che non come ferma conquista" .
L'opera venne incominciata durante il periodo della quaresima del 1347 in Valchiusa contemporaneamente al De vita solitaria e in seguito ripresa e ampliata fino al 1357 circa. Essa è divisa in due libri introdotti da una lettera ai monaci della Certosa di Montrieux, presso i quali il poeta era stato nel 1347 per far visita al fratello Gherardo, ed è strutturata sull'esempio delle Artes praedicandi in voga dal XII secolo.
Nel primo libro vengono presentati i tre pericoli principali che si oppongono all'ozio religioso, "mundi laquei, carnis illecebre, demonum doli", mentre nel secondo sono presi in esame i "legami mondani", come la ricchezza, il piacere e la fama. Segue quindi un lungo elenco delle glorie terrene ormai scomparse per passare alle "lusinghe carnali" che sono le più difficili da superare. Viene poi esaltata la forza della grazia divina e l'insufficienza della virtù per concludere con un ragionamento di carattere autobiografico sulla qualità delle Sacre Scritture.